# Philiris lucina
Philiris lucina är en fjärilsart som beskrevs av Waterhouse och Charles Lyell 1914. Philiris lucina ingår i släktet Philiris och familjen juvelvingar. Inga underarter finns listade i Catalogue of Life.